# Paradosso di Loschmidt
Il paradosso di Loschmidt, conosciuto anche come paradosso di reversibilità, afferma che non dovrebbe essere possibile un'evoluzione irreversibile di un sistema termodinamico verso una situazione di equilibrio se la dinamica a cui obbediscono i costituenti elementari del sistema stesso (atomi o molecole) è temporalmente simmetrica.
Ciò pone la simmetria rispetto alla direzione dello scorrere del tempo di (quasi) tutti i processi fisici elementari in contrasto con ogni tentativo di dedurre da essi la seconda legge della termodinamica, che descrive il comportamento dei sistemi macroscopici.
Il fatto che tanto le leggi della dinamica (che regolano il moto dei costituenti elementari microscopici dei sistemi termodinamici) che la seconda legge della termodinamica (che invece descrive la transizione all'equilibrio di un sistema termodinamico a livello macroscopico), pur essendo apparentemente in conflitto reciproco, sono entrambe ben verificate, porta al paradosso.
Questo paradosso nacque come critica alla formulazione del teorema H di Ludwig Boltzmann, che è stato un tentativo di spiegare attraverso la teoria cinetica l'aumento di entropia di un gas ideale sottoposto a trasformazioni irreversibili. 
Johann Josef Loschmidt osservò nel 1876 che se c'è la transizione di un sistema dallo stato A allo stato B che porta ad una diminuzione costante di H (successivamente venne definita l'entropia come -H, per cui qui si sta discutendo di un aumento di entropia), poi è possibile definire una transizione dallo stato B allo stato A invertendo le velocità di tutte le molecole, in cui H deve aumentare.